# San Joaquin (Iloilo)
Pour les articles homonymes, voir San Joaquin.
San Joaquin est une municipalité de la province d'Iloilo, aux Philippines. En 2015, la localité compte 51 892 habitants.